# Schiffsrettungsrakete
Eine Schiffsrettungsrakete ist eine Feststoffrakete mit deren Hilfe Leinen zur Rettung Schiffbrüchiger verschossen werden können.
Diese können per Hand oder seltener über Abschussvorrichtungen abgeschossen werden. Schiffsrettungsraketen zählen nicht zu den Seenotsignalmitteln.
Sie wird auch im Leitungsbau zum Ziehen von Vorseilen über Täler verwendet.